# Dardan (Rapper)

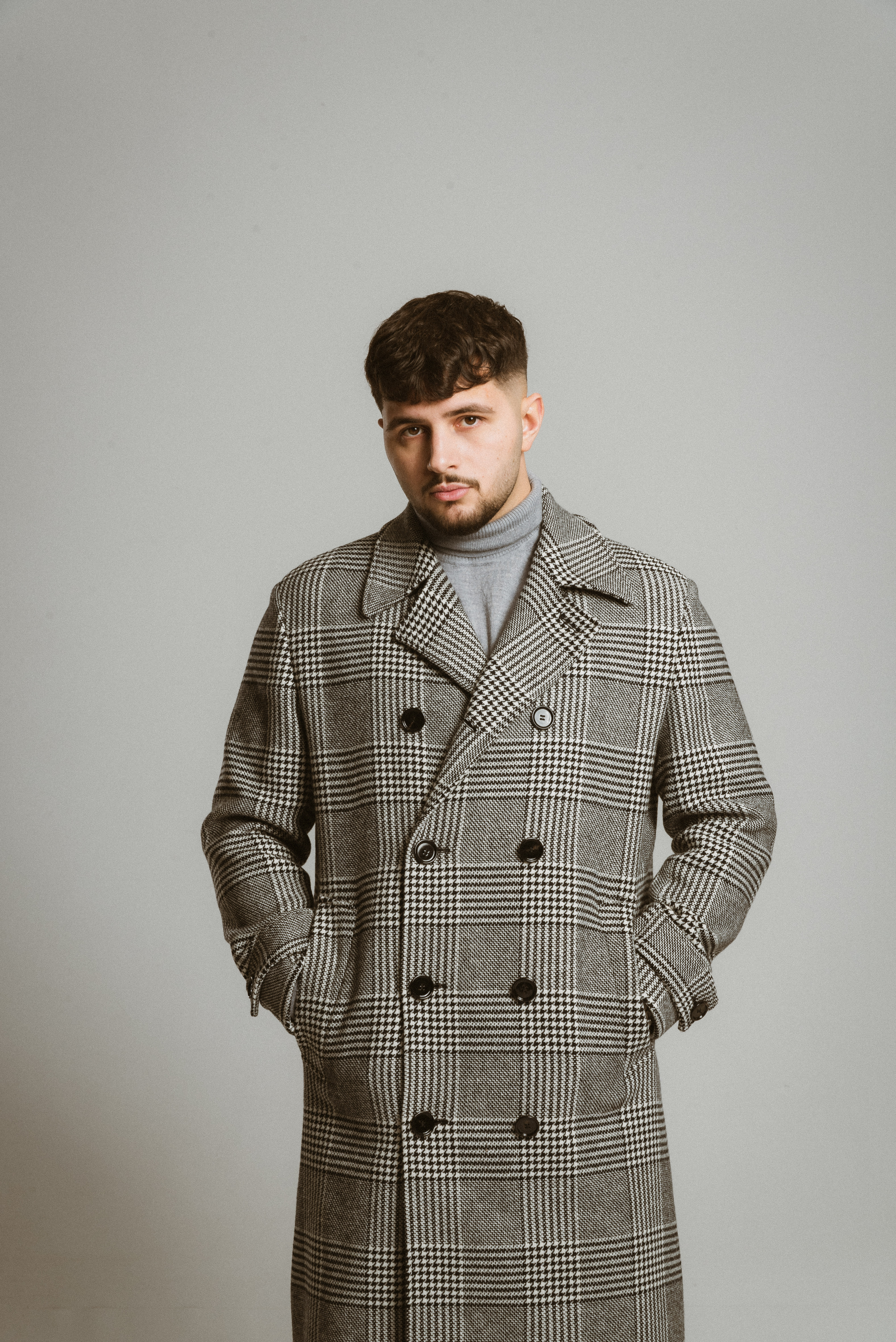
Dardan (2021)

Dardan (* 2. Oktober 1997 in Stuttgart; bürgerlich Dardan Mushkolaj) ist ein deutscher Rapper kosovo-albanischer Abstammung. Er ist auch unter dem Pseudonym Mister Dardy bekannt.

## Leben und Karriere
Dardan wuchs im Stuttgarter Stadtbezirk Zuffenhausen im Stadtteil Rot als Sohn von kosovo-albanischen Immigranten aus Deçan auf. Er hat einen ungefähr ein Jahr jüngeren Bruder namens Alban. Sein Bruder zeigte ihm früh den aus England stammenden Musikstil Grime, der Dardan gefiel. Er machte sich die Musik zur Inspiration und begann auch selbst zu rappen.
Zu Beginn seiner Karriere trat Dardan Mushkolaj unter dem Synonym Sniperflow auf. Ende 2016 veröffentlichte er gemeinsam mit dem Rapper Eno das Lied Wer macht Para? auf YouTube, das sich zu einem viralen Hit mit mehr als 30 Millionen Aufrufen (Stand: Oktober 2020) entwickelte. Das Video führte dazu, dass Dardan vom Radiosender PULS des Bayerischen Rundfunks als einer der vier vielversprechendsten Rapper für das kommenden Jahr benannt wurde.
Am 19. Mai 2017 veröffentlichte er sein erstes Mixtape Hallo Deutschrap, welches nur digital erhältlich ist. Auf dem Mixtape sind Gastbeiträge von Olexesh, Mosenu und weiteren Rappern zu hören. Das Mixtape ist von Grime- sowie teilweise auch von Trapelementen geprägt. Es folgten wenig später Features mit Nimo, den er auf seiner Tour unterstützte. 2018 veröffentlichte Dardan sein Debütalbum Dardy Luther King, welches von März bis August in drei Teilen veröffentlicht wurde. Am 16. August 2019 veröffentlichte Dardan sein zweites Album Sorry, das sich drei Wochen in den deutschen Charts hielt. Bei der Veröffentlichung der Single Favela wurde von seinem Label der falsche Song veröffentlicht, woraufhin Dardan sein Karriereende ankündigte. Der Fehler wurde später korrigiert und der eigentliche Song veröffentlicht. Am 5. Juni 2020 erschien sein drittes Studioalbum Soko Disko.
Seit 2020 ist er mit der deutschen Rapperin Hava zusammen.
Dardan veröffentlichte am 5. Februar 2021 sein viertes Studioalbum Mister Dardy.
2023 nahm Dardan als Coach an der erstmals ausgestrahlten Casting-Show The Voice Rap by Cupra (Joyn/ProSieben) teil, einem Spin-Off von The Voice of Germany, dessen Sieger direkt in das TVOG-Halbfinale einzieht. Der von Dardan unterstützte Rapper Dominic Andrews „CEO“ Krämer verlor jedoch gegen Leon „Ezo“ Weick aus dem Team des konkurrierenden Coaches Kool Savas.
Er hat Verbindungen ins Bandenmilieu in Baden-Württemberg.

## Diskografie
Studioalben

| Jahr | Titel Musiklabel                               | Höchstplatzierung, Gesamtwochen, AuszeichnungChartplatzierungen (Jahr, Titel, Musiklabel, Platzierungen, Wochen, Auszeichnungen, Anmerkungen) | Höchstplatzierung, Gesamtwochen, AuszeichnungChartplatzierungen (Jahr, Titel, Musiklabel, Platzierungen, Wochen, Auszeichnungen, Anmerkungen) | Höchstplatzierung, Gesamtwochen, AuszeichnungChartplatzierungen (Jahr, Titel, Musiklabel, Platzierungen, Wochen, Auszeichnungen, Anmerkungen) | Anmerkungen                                              |
| Jahr | Titel Musiklabel                               | DE | AT | CH | Anmerkungen                                              |
| ---- | ---------------------------------------------- | --- | --- | --- | -------------------------------------------------------- |
| 2017 | Hallo Deutschrap Thirtysevensounds (recordJet) | DE25 (1 Wo.)DE | AT44 (1 Wo.)AT | CH11 (1 Wo.)CH | Erstveröffentlichung: 19. Mai 2017                       |
| 2019 | Sorry… Hypnotize Entertainment (Urban)         | DE19 (3 Wo.)DE | AT32 (2 Wo.)AT | CH17 Gold · (1 Wo.)CH | Erstveröffentlichung: 16. August 2019 Verkäufe: + 10.000 |
| 2020 | Soko Disko Hypnotize Entertainment (Urban)     | DE19 (6 Wo.)DE | AT10 (2 Wo.)AT | CH8 Platin · (4 Wo.)CH | Erstveröffentlichung: 22. Mai 2020 Verkäufe: + 20.000    |
| 2021 | Mister Dardy Hypnotize Entertainment (Urban)   | DE9 (3 Wo.)DE | AT10 (2 Wo.)AT | CH11 Gold · (1 Wo.)CH | Erstveröffentlichung: 4. Februar 2021 Verkäufe: + 10.000 |
| 2022 | DardyNextDoor Hypnotize Entertainment (Urban)  | DE11 (2 Wo.)DE | AT46 (1 Wo.)AT | CH17 (2 Wo.)CH | Erstveröffentlichung: 28. Juli 2022                      |
| 2023 | Dardania Hypnotize Entertainment (GA)          | DE54 (1 Wo.)DE | AT29 (1 Wo.)AT | CH9 (3 Wo.)CH | Erstveröffentlichung: 29. September 2023                 |
| 2024 | Mr. Untouchable Hypnotize Entertainment (GA)   | DE10 (2 Wo.)DE | AT17 (1 Wo.)AT | CH5 (3 Wo.)CH | Erstveröffentlichung: 8. November 2024                   |